# Темерин, Алексей Алексеевич
Алексей Алексеевич Темерин (настоящая фамилия — Пелевин; 23 февраля 1889 — 20 августа 1977) — советский актёр театра и кино.

## Биография
Алексей Темерин в 1909 году поступил в Московский университет, который окончил в 1914 году; участвовал в студенческих любительских спектаклях. В 1920 году поступил в театральную студию, руководимую Евгением Вахтанговым, в том же году получившую статус 3-й студии МХАТ; одновременно работал в 1-м Показательном детском театре.
С 1921 года Алексей Темерин был связан с театром Вс. Мейерхольда. После закрытия Театра РСФСР-1 вошёл в группу молодых актёров, образовавших Лабораторию актерской техники, чуть позже переименованную в Вольную мастерскую Вс. Мейерхольда. Вместе с Вольной мастерской Темерин в начале 1922 года вошёл в труппу Театра Актёра, а в конце того же года — в руководимый Мейерхольом Театр ГИТИСа. Возглавив в 1922 году Театр Революции, Мейерхольд привёл туда и Темерина, в числе других своих учеников, служивших одновременно в двух театрах.
После преобразования в 1923 году Театра ГИТИСа в Театр им. Мейерхольда Алексей Темерин на протяжении ряда лет был актёром этого театра.
В 1931 году Темерин вместе с другим актёром ГосТиМа, Николаем Охлопковым, перешёл в Реалистический театр, в том же году временно переименованный в Театр Красной Пресни.
В 1934 году Алексей Темерин вернулся в ГосТиМ и служил в театре вплоть до его закрытия в январе 1938 года. После недолгого пребывания в Камерном театре в 1939 году стал актёром Центральном театре Красной Армии; в 1945—1957 годах служил в Театре драмы и комедии.
Похоронен на Хованском кладбище.

## Творчество

### Театральные работы
ГосТиМ
- 1922 — «Великодушный рогоносец» по Ф. Кроммелинку; режиссёр Вс. Мейерхольд — Бургомистр
- 1924 — «Д. Е.» Подгаецкого по И. Эренбургу; режиссёр Вс. Мейерхольд — Джебс; Твайфт; Секретарь Боота
- 1926 — «Ревизор» Н. Гоголя; режиссёр Вс. Мейерхольд — Гибнер
- 1928 — «Горе уму» А. Грибоедова; режиссёр Вс. Мейерхольд — Загорецкий
- 1929 — «Клоп» В. Маяковского; режиссёр Вс. Мейерхольд — Олег Баян
- 1929 — «Командарм 2» И. Сельвинского; режиссёр Вс. Мейерхольд — Митяй

Реалистический театр
- 1932 — «Разбег» на основе очерков В. П. Ставского; режиссёр Н. Охлопков

### Фильмография
- 1931 — Томми — пострадавший
- 1942 — Как закалялась сталь — эпизод
- 1944 — Родные поля
- 1959 — Первый день мира — патер